# Arnaud Maire
Arnaud Maire (Besançon, 6 marzo 1979) è un ex calciatore francese, difensore.

## Carriera
Nella stagione 2011-2012 ha giocato 6 partite in Ligue 1 con l'Ajaccio.